# Rakowiec (rejon krzemieniecki)
Rakowiec, Rakowiec Wielki (ukr. Раковець, Rakoweć) – wieś na Ukrainie, w rejonie krzemienieckim obwodu tarnopolskiego. W 2001 roku liczyła 792 mieszkańców.
Do 2020 w rejonie zbaraskim.